# UFC 77
UFC 77: Hostile Territory（ユーエフシー・セブンティセブン：ハスティル・テリトリー）は、アメリカ合衆国の総合格闘技団体「UFC」の大会の一つ。2007年10月20日、オハイオ州シンシナティのUSバンクアリーナで開催された。

## 大会概要
サブタイトル「Hostile Territory（敵地）」の通り、メインイベントではミドル級王者アンデウソン・シウバが、地元出身の挑戦者リッチ・フランクリンとの防衛戦に勝利し、世界ミドル級王座を防衛した。
また、前ヘビー級王者ティム・シルビアはセミファイナルでキャリア8戦全勝のブランドン・ヴェラに判定勝ち。
本大会より参戦したADCC 2007 88kg未満級王者デミアン・マイアは、ライアン・ジェンセンに一本勝ちを収めUFC白星デビューを果たした。

## 試合結果

### プレリミナリィカード
第1試合 ライト級 5分3R
○  マット・グライス vs.  ジェイソン・ブラック ×
3R終了 判定2-1（29-28、28-29、29-28）
第2試合 ウェルター級 5分3R
○  ジョシュ・バークマン vs.  フォレスト・ペッツ ×
3R終了 判定2-1（29-28、29-28、28-29）
第3試合 ミドル級 5分3R
○  デミアン・マイア vs.  ライアン・ジェンセン ×
1R 2:40 チョークスリーパー
第4試合 ミドル級 5分3R
○  岡見勇信 vs.  ジェイソン・マクドナルド ×
3R終了 判定3-0（30-27、30-27、30-27）

### メインカード
第5試合 ミドル級 5分3R
○  アラン・ベルチャー vs.  カリブ・スターンズ ×
2R 1:39 TKO（ドクターストップ：右瞼カット）
第6試合 ライトヘビー級 5分3R
○  ステファン・ボナー vs.  エリック・シェイファー ×
2R 2:47 TKO（レフェリーストップ：パウンド）
第7試合 ライト級 5分3R
○  アルヴィン・ロビンソン vs.  ジョルジ・グージェウ ×
3R終了 判定3-0（29-28、29-27、29-27）
第8試合 ヘビー級 5分3R
○  ティム・シルビア vs.  ブランドン・ヴェラ ×
3R終了 判定3-0（29-27、29-28、29-28）
第9試合 UFC世界ミドル級タイトルマッチ 5分5R
○  アンデウソン・シウバ vs.  リッチ・フランクリン ×
2R 1:07 TKO（レフェリーストップ：膝蹴り）
※シウバが2度目の王座防衛に成功。

### 各賞
ファイト・オブ・ザ・ナイト： マット・グライス vs. ジェイソン・ブラック
ノックアウト・オブ・ザ・ナイト： アンデウソン・シウバ
サブミッション・オブ・ザ・ナイト： デミアン・マイア
各選手にはボーナスとして40,000ドルが支給された。